# Simeon en Annakerk
De Kerk van de Rechtvaardige Simeon en de Profetes Anna (Russisch: церковь святых и праведных Симеона Богоприимца и Анны Пророчицы) is een Russisch-orthodoxe kerk in de Russische stad Sint-Petersburg. Het is een van de oudste kerken van Sint-Petersburg.

## Geschiedenis
De kerk werd in opdracht van Anna Ivanovna gebouwd in de periode 1731-1734. De hoofdarchitect was de bekende Russische architect Michail Zemtsov. De kerk werd gebouwd in de stijl van Peter de Grote, de zogenaamde petrine barok, op de plaats van een houten Aartsengel Michaëlkerk die daar sinds 1714 stond. De spits van de 47 meter hoge klokkentoren was een ontwerp van de Nederlander Harmen van Bol'es. Op 27 januari 1734 kon de Simeon en Annakerk worden ingewijd. Het hoofdaltaar werd gewijd aan Simeon en Anna, de zijaltaren aan de Aartsengel Michaël en de heilige Efrem. Tot 1802 behoorde de kerk tot het keizerlijke hof. In de jaren 1869-1872 werd de kerk uitgebreid en gerenoveerd onder leiding van de architect G.I. Winterhalter. Vanuit de kerk werd een ziekenhuis en weeshuis geleid.

## Sovjet-periode
In januari 1938 werd de kerk gesloten. Het meubilair en de bezittingen van de kerk werden geplunderd en het gebouw werd vervolgens als pakhuis in gebruik genomen. Na de oorlog volgde er in de jaren 1951-1954 een restauratie en in de jaren 80 huisvestte de voormalige kerk een meteorologisch museum.

## Heropening
De kerk werd in 1991 teruggegeven aan de Russisch-orthodoxe Kerk. Op 1 januari 1995 werd de kerk opnieuw ingewijd.